# 186
Glej tudi: število 186
186 (CLXXXVI) je bilo navadno leto, ki se je po julijanskem koledarju začelo na soboto.

## Dogodki
- 1. januar